# Consell Regional d'Emek HaMayanot
El Consell Regional d'Emeq HaMaayanot (en hebreu: מועצה אזורית עמק המעיינות) (Moatza Azorit Emek HaMayanot) és un consell regional que es troba en el Districte del Nord a Israel. El territori del consell regional limita a l'oest amb la Vall de Jizreel, al nord amb Galilea, a l'est amb el riu Jordà, i al sud amb els pujols de Judea i Samaria i la Vall del Jordà. Prop de 10.900 persones viuen en els 16 quibuts, i en els cinc moixav situats en el territori del consell regional. La ciutat de Bet-Xean està situada en el centre del territori, però és un municipi independent i no forma part del consell regional.

## Assentaments

### Kibutzim
| - Ein HaNatziv - Gesher - Hamadia - Kfar Rupin - Ma'ale Gilboa - Maoz Haim - Meirav - Mesilot | - Neve Eitan - Neve Or - Nir David - Reshafim - Sde Eliyahu - Sde Nahum - Shluhot - Tirat Tseví |

### Moshavim
- Beit Yosef
- Rehov
- Revaya
- Sde Trumot
- Yardena

### Altres municipis
- Malkishua (centre de rehabilitació)
- Menahemia
- Tel Et'omim (assentament comunitari)